# Brachionus zahniseri
Brachionus zahniseri är en hjuldjursart som beskrevs av Elbert Halvor Ahlstrom 1934. Brachionus zahniseri ingår i släktet Brachionus och familjen Brachionidae. Inga underarter finns listade i Catalogue of Life.